# Szégyenítéstelenítés
A Szégyenítéstelenítés (Safe Space) a South Park című amerikai animációs sorozat 262. része (a 19. évad 5. epizódja). Elsőként 2015. október 21-én sugározták az Egyesült Államokban. Magyarországon 2016. január 14-én mutatta be a magyar Comedy Central.
Az epizód a biztonságos tér (safe space) koncepcióját figurázza ki, emellett az egész évadra jellemzően a politikai korrektséget is tárgyalja.

## Cselekmény
|  | Alább a cselekmény részletei következnek! |

Cartman sírva meséli PC igazgató irodájában, hogy miután kitett magáról egy képet az internetre, amelyen alsónadrágban emelget súlyzókat, lekövérezték. Mr. Mackey szerint nem kellett volna magáról ilyen képet kitennie, PC igazgató azonban közli, hogy az ő iskolájában a szégyenítés tűrhetetlen dolog. Behívatja Kyle-t, akinek elmondja, hogy Cartman elhagyja a közösségi médiát, és helyette Kyle-nak kell kezelnie az összes fiókját azzal, hogy ki kell szűrnie a negatív dolgokat és csak a pozitívakat kell megmutatnia számára. Ő ezt nem hajlandó vállalni és inkább két hét büntetést kér, ahogy Wendy is. Végül Butters vállalja a feladatot, mert fél attól, hogy máskülönben szobafogságot kap.
Randy a Whole Foods Marketben vásárol, ahol a fizetés után megkérdezik tőle, hogy akar-e 1 dollárt adományozni az éhező gyerekek számára. Nem akar adni, a pénztáros azonban megszégyenítő, passzív-agresszív módon viselkedik vele, amiért nem teszi. A későbbi vásárlásai során is folyamatosan szégyenérzetet akar benne kelteni, míg végül belemegy, hogy ad 1 dollárt. Ekkor azonban már az a baj, hogy csak 1 dollárt adott.
PC igazgató vendéget hív, hogy beszéljen a gyerekeknek a testszégyenítésről. Ő nem más, mint Steven Seagal, aki bőgve mesél arról, hogy ugyanaz történt vele, mint Cartmannel. Ennek hatására Butterst kinevezik mellé, hogy szűrje az ő üzeneteit is. Végül Butters egyre több ember profilját kezdi el kezelni, mint például Demi Lovato és Vin Diesel. Emiatt késő éjszakáig kell fennmaradnia, és alvásmegvonástól kezd el szenvedni.
Randy készít egy reklámot az éhező gyerekekről, amely igazából arról szól, hogy az élelmiszerboltok legyenek biztonságos terek, amelyek mentesek a "jótékonyságszégyenítéstől". Ő, Cartman, Seagal és a többi megszégyenített énekelnek egy dalt a biztonságos térről, amelyben megjelenik a "Valóság" is, emberi alakban, aki ennek a megsemmisítésére törekszik. Miután Randy hiába megy ezután a Whole Foodsba Vin Diesel és Steven Seagal kíséretében, a kasszás ugyanúgy megszégyeníti őket. Ennek hatására egy újabb reklámot készítenek, mely a Szégyentelen Amerika koncepcióját hirdeti és azt kéri mindenkitől, hogy tegyen a megszégyenítés ellen. Ezalatt Butters az alvásmegvonás miatt azt hallucinálja, hogy a Valóság megfenyegeti őt. Meztelenül kezd el rohangálni előle az iskolában, majd kiugrik az ablakon, és emiatt kórházba kerül.
Randy azzal vág vissza a pénztárosnak, hogy jótékonysági rendezvényt tart a megszégyenítés ellen, ő viszont mintha ezt meg se hallotta volna, visszakérdez, hogy adományoz-e egy hörcsög egyetemi oktatására. Mikor Randy erre azt mondja, hogy a rendezvénye ezt is támogatja, a pénztáros elengedi. Az este műsorvezetője Gigi Hadid, akinek a beszédét megzavarja a Valóság. Alaposan lehordja őket, amiért tagadásban élnek, és közli velük, hogy Butters miattuk került kórházba. Minderre válaszul a hírességek egy újabb reklámot készítenek, amelynek a lényege, hogy adományozzanak iPad-eket az éhező gyerekeknek, akik annak segítségével ki tudják szűrni mások negatív kommentjeit. A város főterén a lakosok kérésére Butters felakasztja a Valóságot.

## Fordítás
Ez a szócikk részben vagy egészben  a   Safe Space (South Park) című angol Wikipédia-szócikk ezen változatának fordításán alapul.  Az eredeti cikk szerkesztőit annak laptörténete sorolja fel. Ez a jelzés csupán a megfogalmazás eredetét és a szerzői jogokat jelzi, nem szolgál a cikkben szereplő információk forrásmegjelöléseként.